# Magnus Alopaeus
Maximilian (Magnus) Alopaeus eller Alopeus, även Maximilian von Alopaeus (ryska: Алопеус Максим Максимович), född 21 januari 1748 i Viborg, död 16 maj 1821 i Frankfurt, var en rysk diplomat och geheimeråd.
Magnus Alopaues var bror till Frans David Alopaeus. Han kom att tjänstgöra under tre tsarer, Katarina I, Paul I och Alexander I. Han satt även vid Napoleon I:s förhandlingsbord i försök att medla fred mellan Frankrike och Storbritannien. 
Åren 1802-06 var han ryskt sändebud i Berlin och 1806-08 i London.